# مكة (كاليفورنيا)
مكة أو مكا (بالإنجليزية:Mecca) ، تقع بالجزء الجنوبي من ولاية كاليفورنيا ، وتبلغ عدد السكان لا تتجاوز 5.402 نسمة، بحيث تتواجد الطرق السريعة، وكذلك بعض المراكز الصحية الأمريكية .

## المناخ
يظهر الجدول التالي التغييرات المناخية على مدار السنة لمكة:
| البيانات المناخية لـمكة                                                                               | البيانات المناخية لـمكة | البيانات المناخية لـمكة | البيانات المناخية لـمكة | البيانات المناخية لـمكة | البيانات المناخية لـمكة | البيانات المناخية لـمكة | البيانات المناخية لـمكة | البيانات المناخية لـمكة | البيانات المناخية لـمكة | البيانات المناخية لـمكة | البيانات المناخية لـمكة | البيانات المناخية لـمكة | البيانات المناخية لـمكة |
| الشهر                                                                                                 | يناير                   | فبراير                  | مارس                    | أبريل                   | مايو                    | يونيو                   | يوليو                   | أغسطس                   | سبتمبر                  | أكتوبر                  | نوفمبر                  | ديسمبر                  | المعدل السنوي           |
| --- | ----------------------- | ----------------------- | ----------------------- | ----------------------- | ----------------------- | ----------------------- | ----------------------- | ----------------------- | ----------------------- | ----------------------- | ----------------------- | ----------------------- | ----------------------- |
| الدرجة القصوى °ف (°م)                                                                                 | 93 (34)                 | 100 (38)                | 107 (42)                | 110 (43)                | 119 (48)                | 126 (52)                | 125 (52)                | 123 (51)                | 126 (52)                | 117 (47)                | 100 (38)                | 95 (35)                 | 126 (52)                |
| متوسط درجة الحرارة الكبرى °ف (°م)                                                                     | 72.1 (22.3)             | 76.0 (24.4)             | 82.7 (28.2)             | 89.5 (31.9)             | 97.4 (36.3)             | 104.5 (40.3)            | 108.7 (42.6)            | 107.9 (42.2)            | 103.4 (39.7)            | 92.9 (33.8)             | 79.5 (26.4)             | 70.7 (21.5)             | 90.5 (32.5)             |
| متوسط درجة الحرارة الصغرى °ف (°م)                                                                     | 40.1 (4.5)              | 43.4 (6.3)              | 49.3 (9.6)              | 54.8 (12.7)             | 62.6 (17.0)             | 68.5 (20.3)             | 75.2 (24.0)             | 75.4 (24.1)             | 68.9 (20.5)             | 57.9 (14.4)             | 45.7 (7.6)              | 38.5 (3.6)              | 56.8 (13.8)             |
| أدنى درجة حرارة °ف (°م)                                                                               | 13 (−11)                | 19 (−7)                 | 23 (−5)                 | 34 (1)                  | 32 (0)                  | 48 (9)                  | 53 (12)                 | 51 (11)                 | 45 (7)                  | 28 (−2)                 | 24 (−4)                 | 18 (−8)                 | 13 (−11)                |
| الهطول إنش (مم)                                                                                       | 0.55 (14)               | 0.60 (15)               | 0.34 (8.6)              | 0.09 (2.3)              | 0.02 (0.51)             | 0.00 (0.00)             | 0.14 (3.6)              | 0.20 (5.1)              | 0.21 (5.3)              | 0.28 (7.1)              | 0.30 (7.6)              | 0.42 (11)               | 3.15 (80)               |
| المصدر: http://www1.ncdc.noaa.gov/pub/data/normals/1981-2010/products/station/USC00045502.normals.txt |                         |                         |                         |                         |                         |                         |                         |                         |                         |                         |                         |                         |                         |